# Caldero de Gundestrup

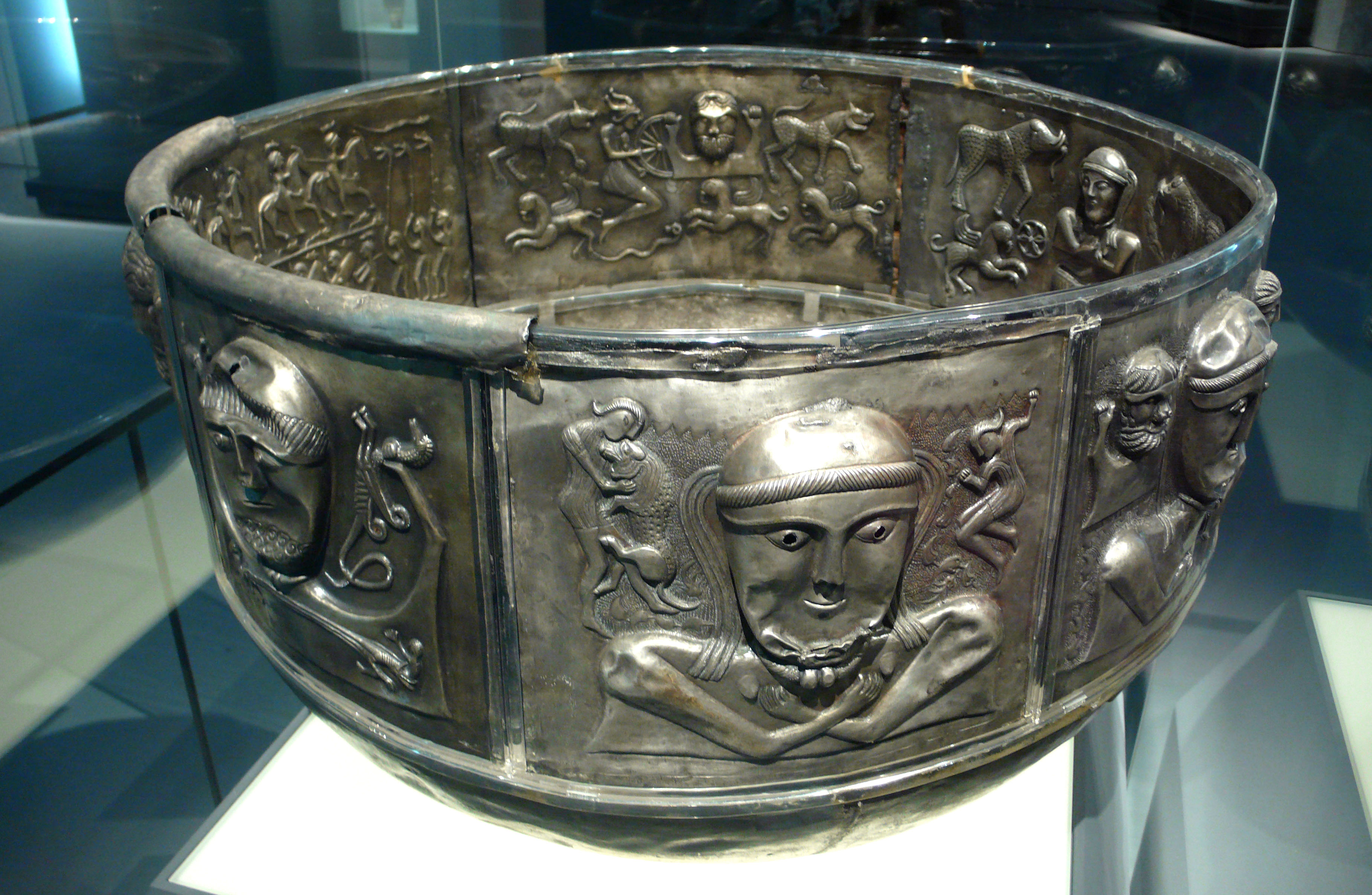
El caldero de Gundestrup; placas exteriores, b, g, e

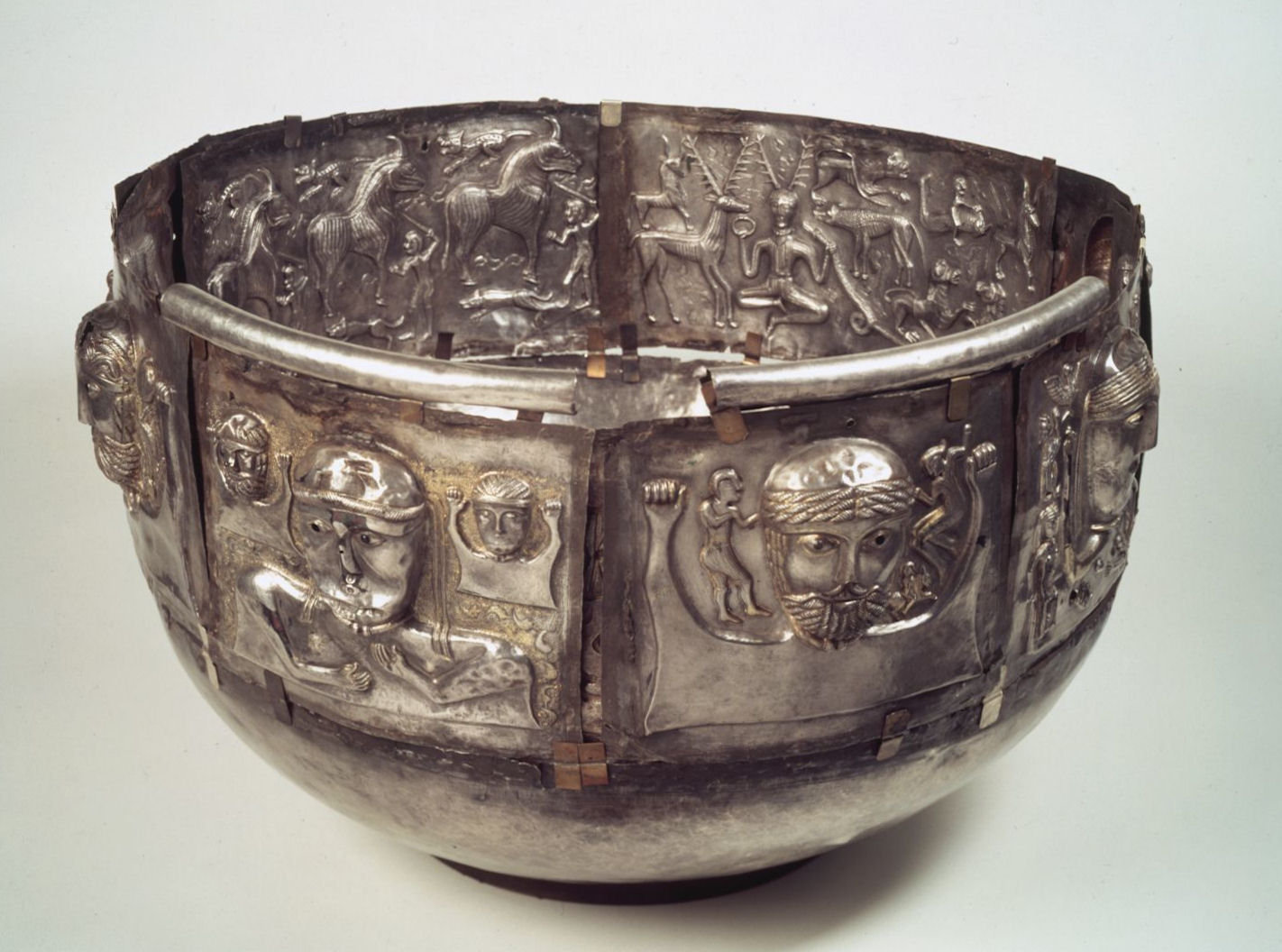
Otra vista; placas exteriores d, e, c, f

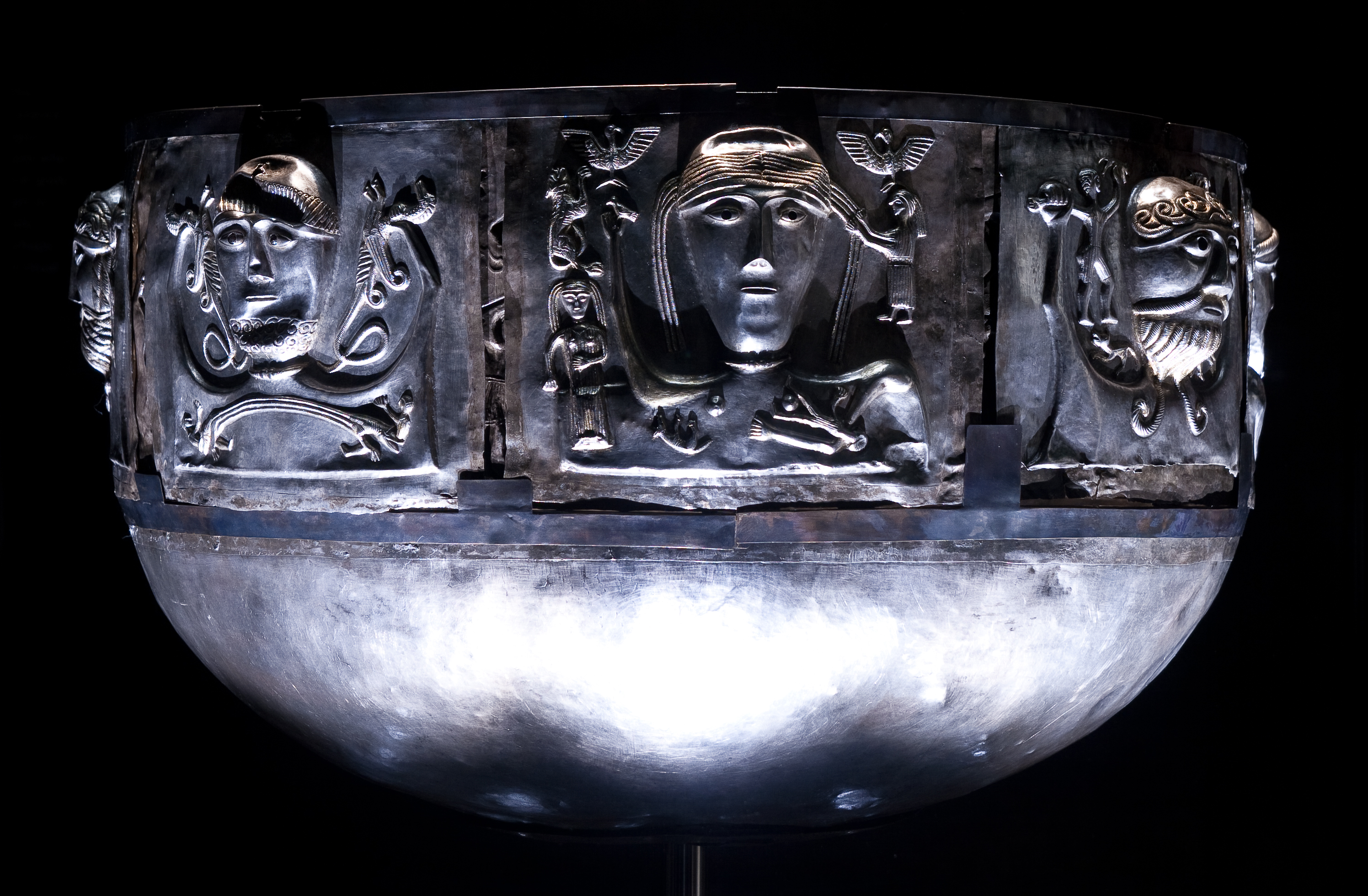
Otra vista; desde la izquierda, placas exteriores b, f, a

El Caldero de Gundestrup (en danés, Gundestrupkarret) es un recipiente ritual ricamente decorado realizado en plata, que se cree que data de entre el año 200 a. C. y el 300 d. C., o más concretamente entre el 150 y el 1 a. C. Esto lo coloca dentro del período La Tène tardío o principios de la Edad de Hierro romana. El caldero es el ejemplo más grande conocido de platería de la Edad de Hierro europea (diámetro: 69 cm (27,2 plg); altura: 42 cm (16,5 plg)). Fue hallado cerca de la aldea de Gundestrup en la parroquia de Aars de Himmerland, Dinamarca (56°49′N 9°33′E / 56.817, 9.550). en 1891, bajo el lecho seco de una turbera, desmontado con las otras piezas apiladas dentro de la base, en cinco piezas rectangulares y largas, siete más cortas y una redonda. Sophius Muller reconstruyó las piezas para lograr el caldero tal como se ve en la actualidad. Cada placa rectangular estaba realizada en plata casi pura (97%) y repujada con variados motivos animales, vegetales y antropomórficos. 
Se encuentra depositado en el Museo Nacional de Dinamarca, en Copenhague, la capital de Dinamarca, siendo una de las más célebres piezas arqueológicas depositadas en dicho Museo. Existen al menos tres reproducciones del caldero en distintos museos franceses; el galorromano de Fourvière en Lyon, el de la civilización céltica de Bibracte (Saona y Loira) y en el Arqueológico de Dijon. En la temporada 2015–16 estuvo en el Reino Unido, en una exposición itinerante llamada The Celts («Los celtas»).
El caldero no está completo, y hoy está formado por un fondo en forma de copa, redondeado, que forma la parte inferior del caldero, usualmente llamado el plato o placa base, sobre el cual hay cinco placas interiores y siete exteriores; habría faltado una octava placa, hoy perdida, para completar el caldero, y solo se conservan dos secciones de un borde redondeado en lo alto del caldero. La placa base es suave y sin decorar, en el interior y fuera, aparte de un medallón redondo decorado en el centro del interior. Todas las otras placas están muy decoradas con repujada, martilleada desde abajo para sacar afuera la plata. Se usaron otras técnicas para añadir detalle, y hay amplio dorado y cierto uso de piezas incrustadas de vidrio para los ojos de las figuras. Se encontraron otras piezas de ajuste. En conjunto pesa poco menos de nueve kilos.
A pesar del hecho de que este objeto se encontró en Dinamarca, probablemente no se hizo allí, ni cerca; incluye elementos de artesanía gala y tracia, en su metalurgia e imaginería. Las técnicas y elementos del estilo de los paneles se relacionas estrechamente con otras piezas de plata de Tracia, mientras que gran parte de lo representado, en particular las figuras humanas, se relacionan con los celtas, aunque los intentos de relacionar las escenas estrechamente con la mitología celta siguen siendo controvertidos. Otros aspectos de la iconografía derivan de Oriente próximo.
La hospitalidad a gran escala fue probablemente una obligación para las élites celtas, y aunque los calderos eran por lo tanto importantes objetos de metalurgia de prestigio, usualmente eran más sencillos y pequeños que este. Este es excepcionalmente grande y elaborado sin ningún paralelo cercano, excepto un gran fragmento de un caldero de bronce que también se encontró en Dinamarca, en Rynkeby; sin embargo, los excepcionales depósitos de humedales en Escandinavia han producido una serie de objetos de tipos que fueron probablemente en el pasado comunes, pero de los que no han sobrevivido más ejemplos. Se ha discutido mucho, por los estudiosos, y representa una demostración fascinantemente compleja de muchas de las corrientes cruzadas el arte europeo, así como un inusual grado de narrativa para el arte celta, aunque no es probable que lleguemos alguna vez a entender por completo su significado original.

## Descubrimiento

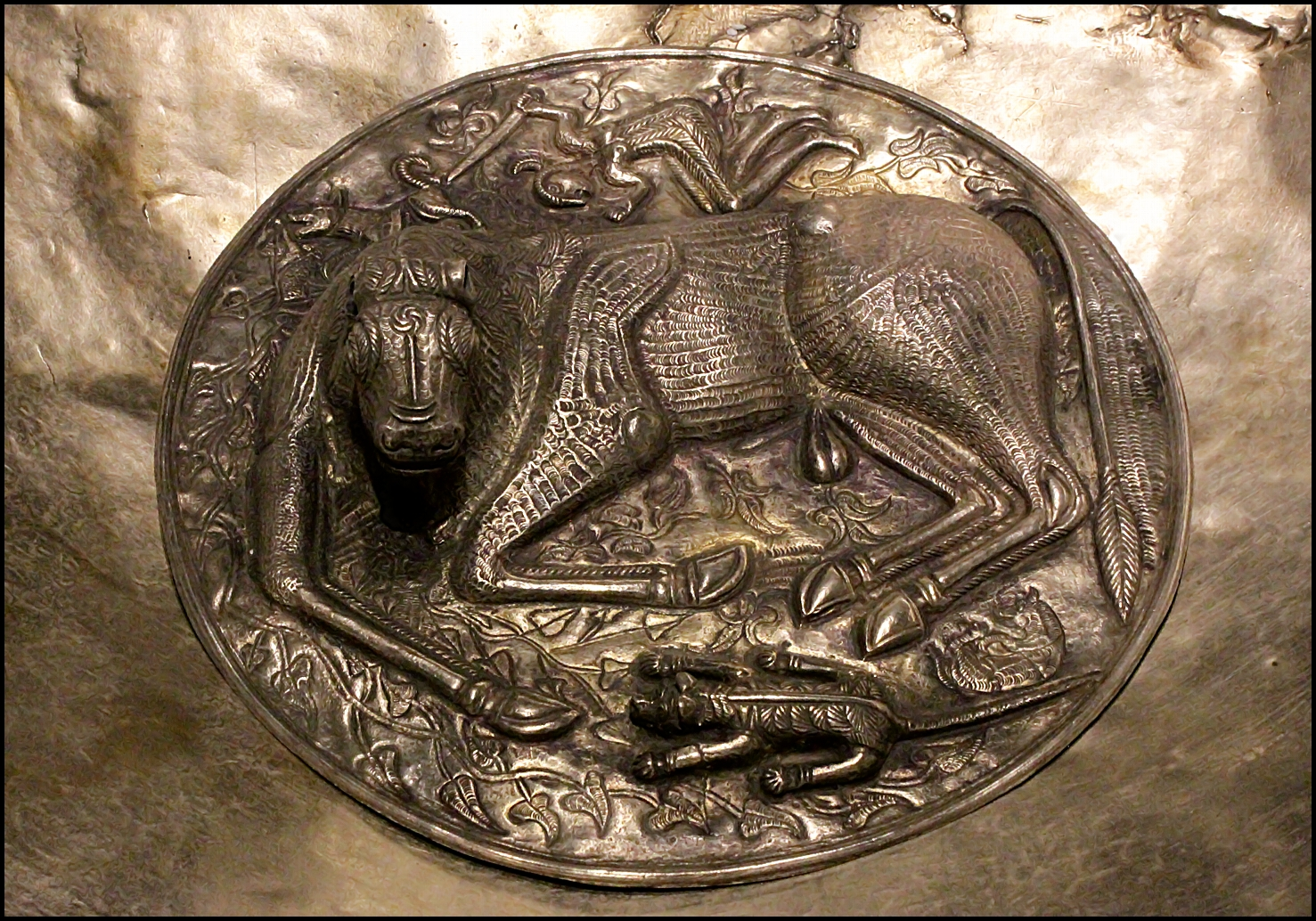
El medallón central de la base, en una réplica

El caldero de Gundestrup fue descubierto por cortadores de turba en una pequeña turbera llamada Rævemose (cerca del cenagal, más grande, de Borremose) el 28 de mayo de 1891. El gobierno danés pagó un gran rescate a los que lo encontraron, quienes posteriormente disputaron entre sí amargamente para dividirse el premio. Investigaciones paleobotánicas de la turbera en la época del descubrimiento mostraron que la tierra había estado seca cuando se depositó el caldero, y la ciénaga poco a poco creció por encima. La forma de almacenaje sugiere un intento de hacer que el caldero pasara inadvertido y bien escondido. Se emprendió en 2002 otra investigación de Rævemose, que concluyó que la turbera podría haber existido al tiempo del enterramiento del caldero.
El caldero se encontró desmontado con cinco placas rectangulares largas, siete cortas, una redonda (normalmente llamada «placa base»), y dos fragmentos de tubo apilados dentro de la base curvada. Además, hay una pieza de hierro de un anillo que originalmente estaba colocado dentro de los tubos de plata a lo largo del borde del caldero. Se cree que hay una ocatava placa desaparecida, porque la circunferencia de las otras siete placas externas es más pequeña que la circunferencia de las cinco placas interiores.
Se han realizado un conjunto de réplicas, cuidadosamente elaboradas. Una está en el Museo Nacional de Irlanda en Dublín, y varias en Francia, incluyendo el Museo galorromano de Fourvière en Lyon y el Museo Arqueológico Nacional en Saint-Germain-en-Laye.

## Reconstrucción
Puesto que el caldero se encontró en piezas, tenía que reconstruirse. El orden tradicional de las placas fue determinado por Sophus Müller, el primero de los muchos que analizaron el caldero. Su lógica usa las posiciones de lo que queda de la soldadura ubicada en el borde del bol. En dos casos, una marca de punción que penetra las pacas interna y externa también ayuda a establecer el orden. En su forma final, las placas están colocadas alternando representaciones masculinas y femeninas, asumiendo que la octava placa, la que falta, sería femenina. No todos los analistas están de acuerdo con el orden de Müller, sin embargo. Taylor ha señalado que aparte de los dos casos de punciones, el orden no puede determinarse a partir de los alineamientos de la soldadura. Lo que él dice es que las placas no estaban pegadas la una a la otra, sino separadas por unos 2 centímetros, de esa manera, las placas en este orden no pueden leerse con certeza como la auténtica narración, suponiendo que exista una.

## Metalurgia

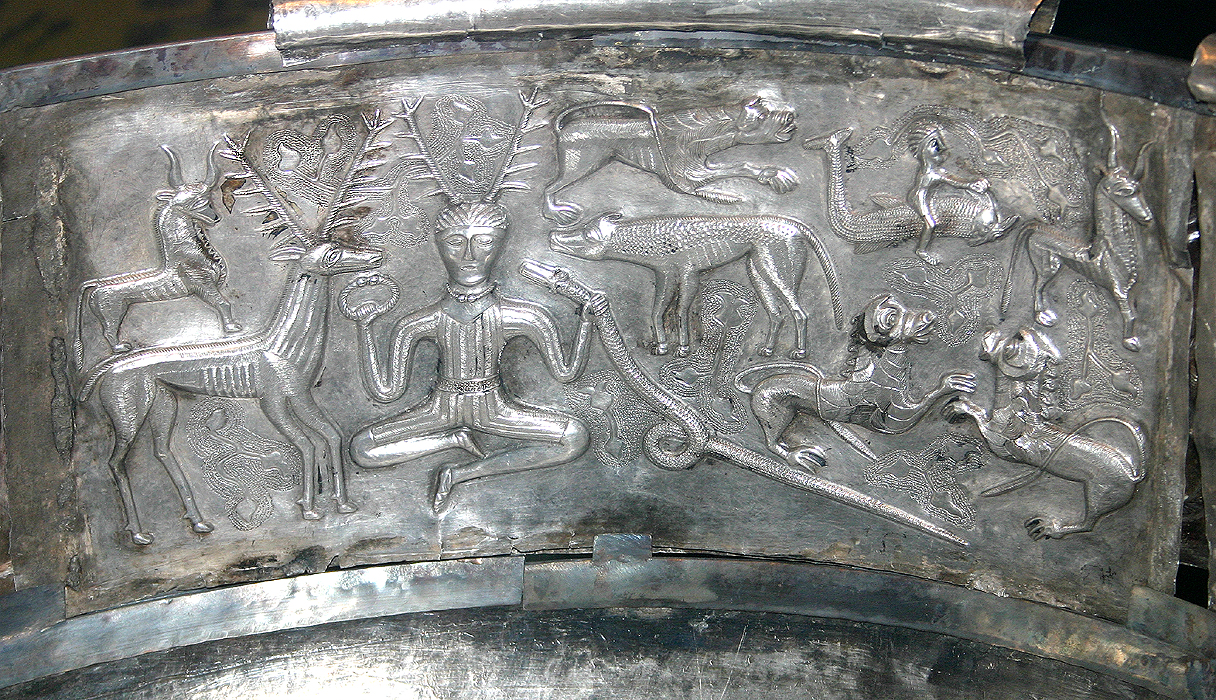
Panel interior A con la famosa figura con cuernos

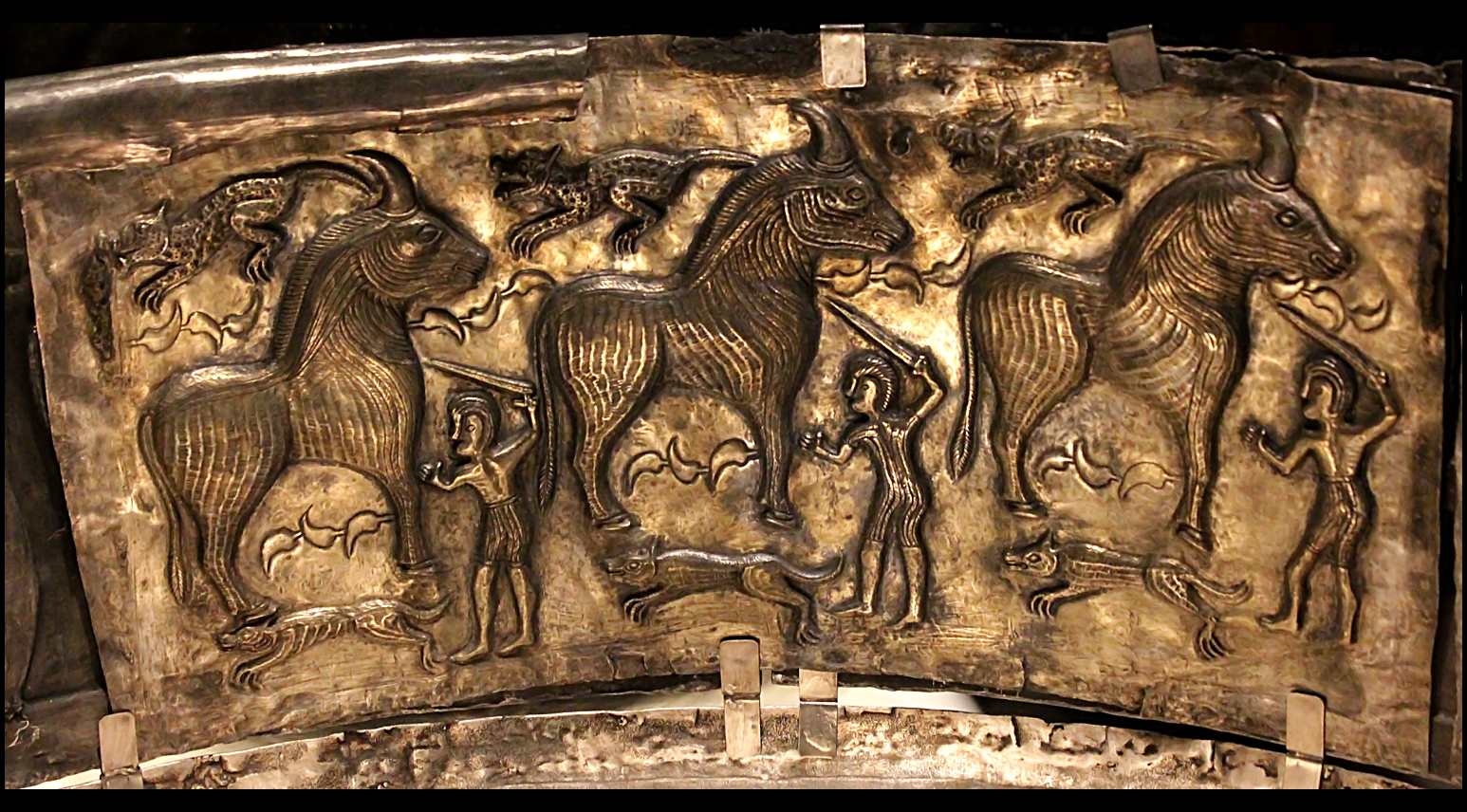
Panel interior D con matanza del toro, en una réplica

El caldero de Gundestrup está compuesto casi enteramente de plata, pero hay también una cantidad significativa de oro para el dorado, estaño para la soldadura y vidrio en los ojos de las figuras. Según evidencia experimental, los materiales para el recipiente no fueron añadidos al mismo tiempo, de manera que el caldero puede considerarse como la obra de artesanos a lo largo de varios siglos. La calidad de las reparaciones que le hicieron al caldero, y hubo unas cuantas, es inferior a la destreza original.
La plata no era un material usual en el arte celta, y desde luego no a esta escala. Excepto a veces para pequeñas piezas de joyería, lo más habitual era el oro o el bronce para la metalistería de prestigio. En la época en que se creó el caldero de Gundestrup, la plata se obtenía gracias al horno de copela de mineral de plata/plomo. Al comparar la concentración de isótopos de plomo con la platería de otras culturas, se ha sugerido que la plata procedía de múltiples depósitos del mineral, principalmente de la Francia septentrional celta y Alemania occidental en el período prerromano. Los estudios con isótopos de plomo también indican que la plata para la elaboración de las platas se preparó fundiendo repetidamente lingotes o restos de plata. De tres a seis lotes diferentes de plata reciclada pudieron usarse para hacer el recipiente. Específicamente, el «plato base» circular pudo haberse originado como una falera, y se cree, en general, que estuvo colocado en la parte baja del bol como un añadido tardío, soldado para reparar un agujero. Según una teoría alternativa, esta falera no era inicialmente parte del bol, y en su lugar forman parte de la decoración de una cubierta de madera.
El oro puede dividirse en dos grupos tomando como referencia la pureza y separados por la concentración de plata y cobre. El dorado menos puro, que es más grueso, puede considerarse una reparación posterior, mientras que la más delgada, pura incrustación se adhiere mejor a la plata. La adherencia del oro en conjunto es bastante pobre. La falta de mercurio en el análisis de oro sugiere que no se usó la técnica de dorado al fuego en el caldero de Gundestrup. El dorado parece que se hizo, en lugar de ello, por medios mecánicos, lo que explicaría la función de las marcas de perforaciones o golpes en las zonas doradas.
Un examen de los isótopos de plomo similar al que se usó sobre la plata se empleó para el estaño. Todas las muestras de soldadura de estaño son coherentes en la composición de plomo con lingotes de Cornualles en la Gran Bretaña occidental. El estaño usado para soldadura en las placas y el bol juntos, así como los ojos de vidrio, es muy uniforme en su alta pureza.
Finalmente, Se ha determinado, a través del uso de radiación fluorescente de rayos X, que las incrustaciones de vidrio del caldero de Gundestrup son de una composición tipo cal sodada. El vidrio contenía elementos que pueden atribuirse a arena calcárea y sodio mineral, típico de la costa este de la región mediterránea. Los análisis también concretaron el tiempo de producción del vidrio a entre el siglo II a. C. y el primero d. C.

## Procedencia de la materia prima

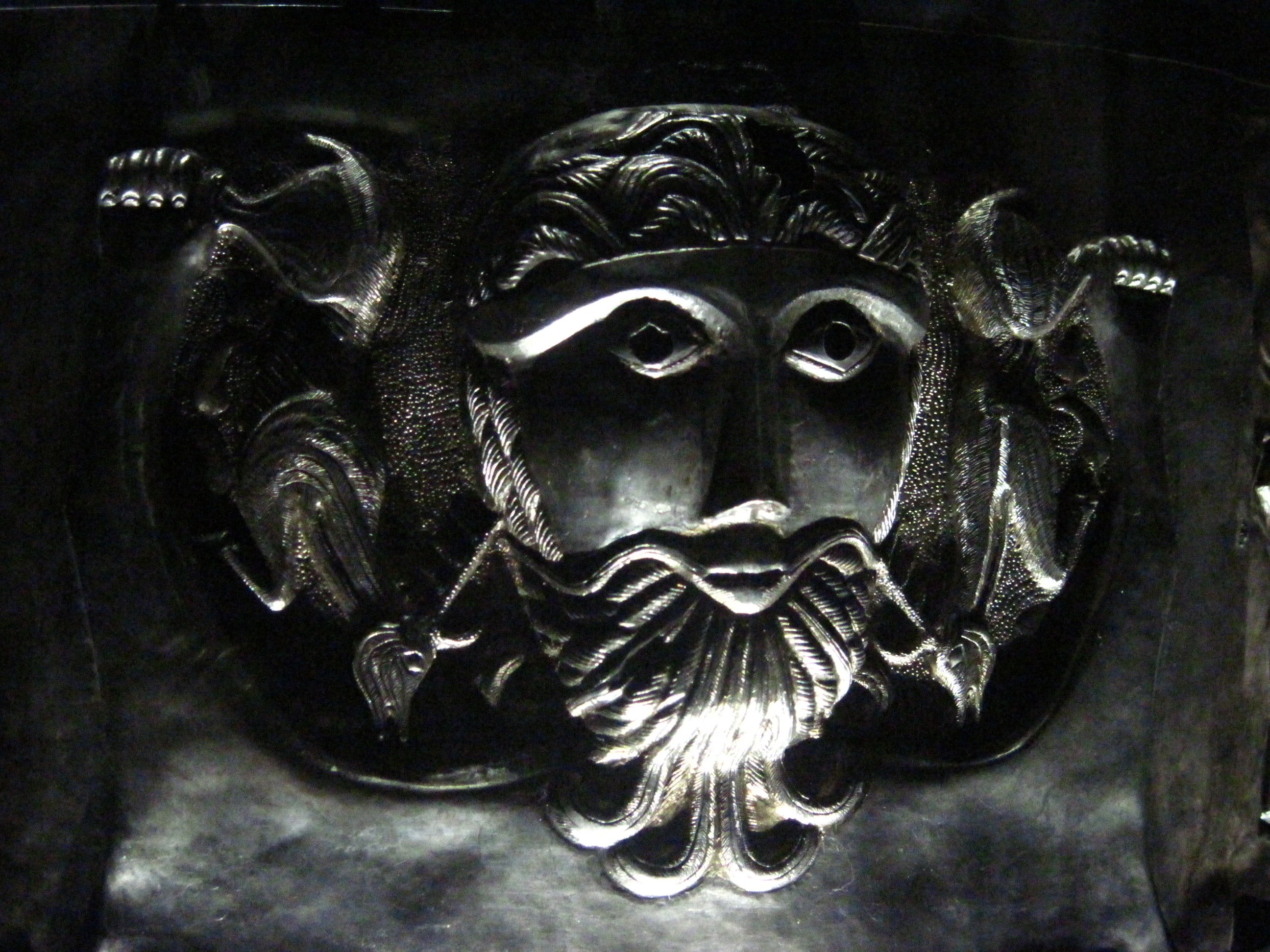
Placa exterior d

El proceso de trabajo de la elaboración del caldero consistió en unos pocos pasos que requerían una gran cantidad de habilidad. Lotes de plata se fundieron en crisoles con la adición de cobre para una aleación más sutil. La plata fundida se fundía en lingotes planos y martilleadas en placas intermedias. Para el trabajo en relieve, la hoja de plata se recocía para permitir que se golpeara creando formas en alto repoussé; estas formas en bruto se llenaban entonces lanzando desde la parte posterior para que fuera suficientemente firme como para conseguir detalles adicionales con punzones y marcadores. El campo se funde, se doraban determinadas zonas de estampado, y se incrustaba vidrio en los ojos de las figuras grandes. Las placas probablemente se trabajaron en forma plana y más tarde curvadas para soldarlas juntas.
Está generalmente aceptado que el caldero de Gundestrup fue la obra de diversos plateros. Usando microscopía electrónica de escáner, Benner Larson ha identificado 15 punciones diferentes usados en las placas, correspondientes a tres conjuntos distintos de herramientas. Ninguna placa individual tiene marcas de más de uno de estos grupos, y esto encaja con los intentos anteriores en la atribución estilística, que identificaba al menos tres plateros diferentes. Múltiples artesanos explicarían también la muy diversa pureza y grosor de la plata.

## Orígenes

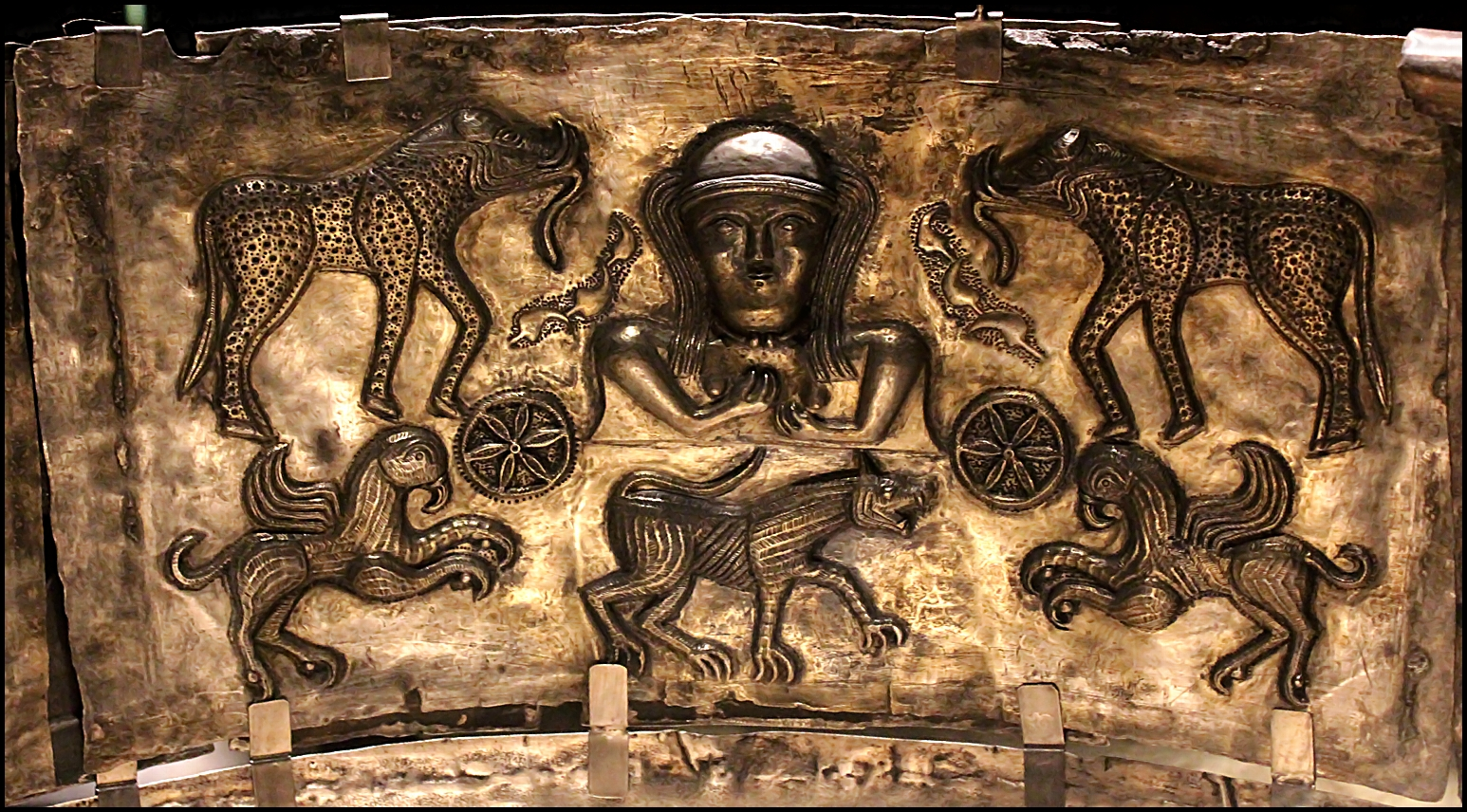
Placa interior B, en una réplica

Las técnicas de platería usadas en el caldero eran desconocidas en el mundo celta, pero son coherentes con la célebre tradición de láminas de plata de Tracia. Las escenas representadas no son característicamente tracias, pero ciertos elementos de la composición, motivos decorativos, y objetos ilustrados (como los cordones de la figura con cuernos) la identifican como una obra tracia.
Taylor y Bergquist han defendido que la tribu celta conocida como los escordiscos encargaron el caldero a plateros tracios nativos. Según los historiadores clásicos, los cimbrios, una tribu teutónica, marchó al sur desde la región del bajo Elba y atacó a los escordiscos en el año 118 a. C. Después de soportar varias derrotas a manos de los romanos, los cimbrios se retiraron hacia el norte, posiblemente tomando con ellos este caldero para asentarse en Himmerland, donde se encontró esta vasija.
Nielsen cree que es equivocado preguntarse por su origen, y puede llevar a resultados equívocos. Debido a la amplia migración de numerosos grupos étnicos como los pueblos celtas y teutónicos y acontecimientos como la expansión romana y posterior romanización, es muy improbable que un solo grupo étnico fuera responsable del desarrollo del caldero de Gundestrup. En lugar de ello, puede pensarse en la elaboración y el arte del caldero como el producto de una fusión de culturas, cada una inspirando y extendiéndose a otras. Al final, Nielsen concluye que, basándose en las dataciones por acelerador de cera de abejas que se encontró en la parte trasera de las placas, la vasija se creó dentro de la Edad de Hierro romana en algún lugar del centro de Europa.

## Iconografía

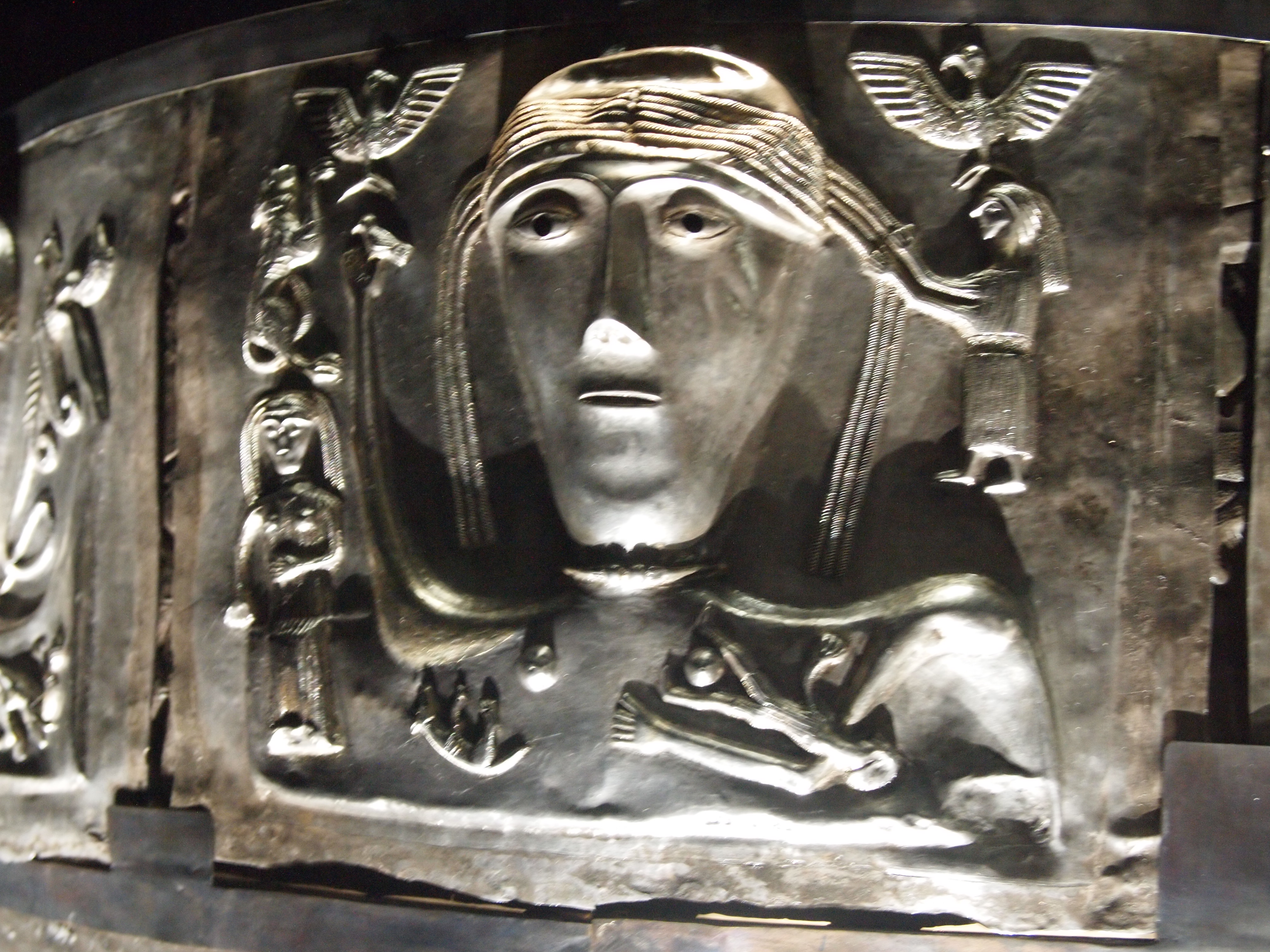
Placa exterior f, con una cabeza que luce un torque

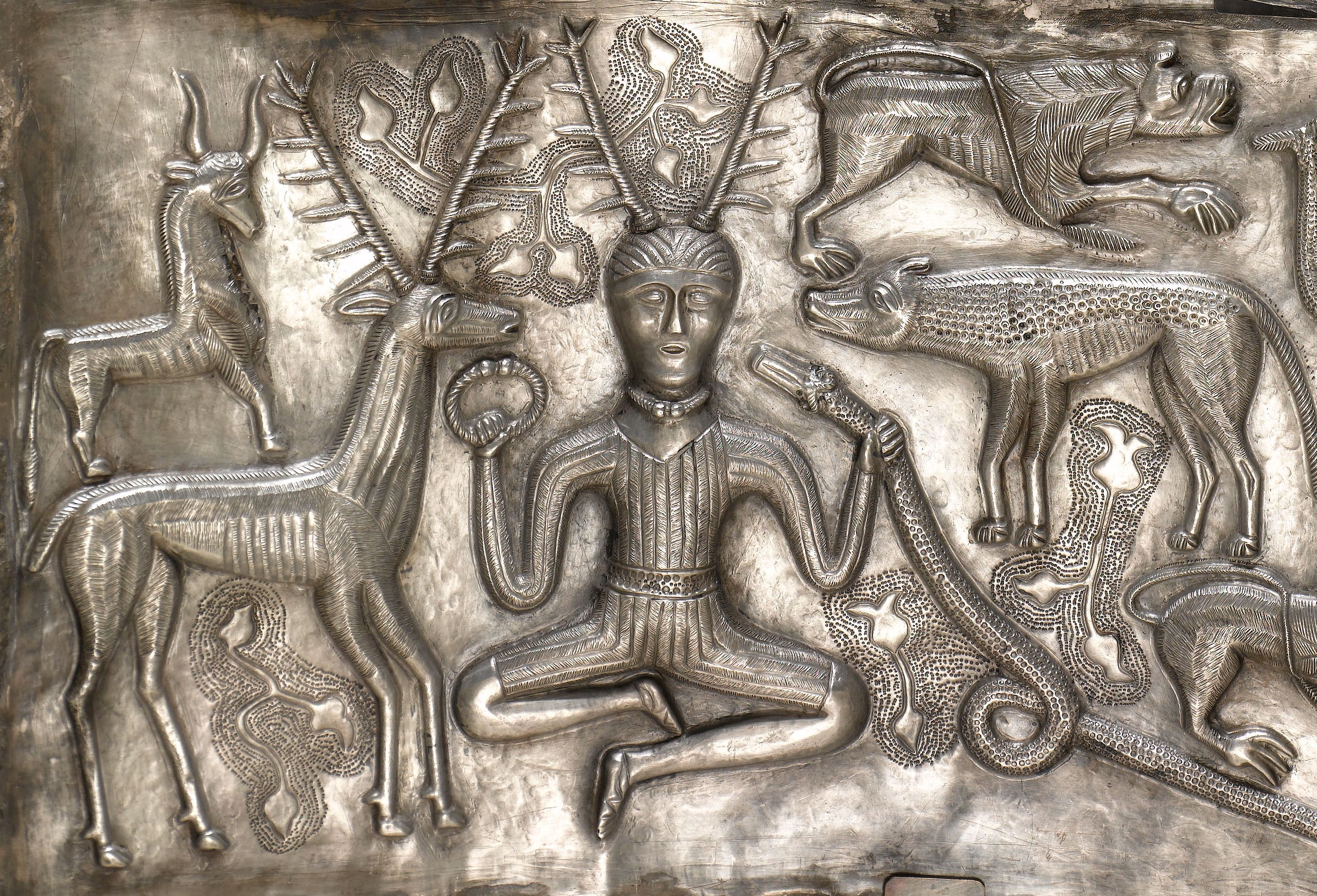
Detalle de la placa interior A

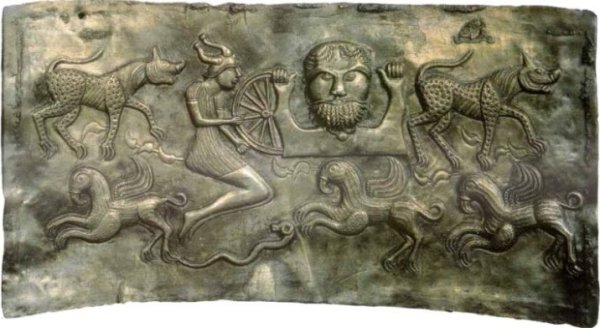
Placa interior C

### Plato base
El medallón decorado sobre la base circular representa a un toro. Sobre la espalda del toro hay una figura femenina sosteniendo una espada; también se representan tres perros, uno sobre la cabeza del toro y otro bajo sus pezuñas. Presumiblemente todas estas figuras están en combate; el tercer perro debajo del toro y cerca de su rabo parece estar muerto, y solo se muestra ligeramente en grabado, y el toro puede haber sido derribado. Debajo del toro hay hiedra en espiral que bebe del arte grecorromano. Los cuernos del toro faltan, pero hay un agujero justo a través de la cabeza donde se ajustaban originalmente; quizá fuesen de oro. La cabeza del toro se alza totalmente sobre la placa, y el medallón se considera la parte más lograda del caldero en términos técnicos y artísticos.

### Placas exteriores
Cada una de las siete placas exteriores tienen un busto en el centro. Las placas a, b, c, y d muestran figuras masculinas con barba, y las otras tres son femeninas.
- En la placa a, el hombre barbado sujeta en cada mano una figura mucho más pequeña por el brazo. Cada una de estas se alza hacia un pequeño jabalí. Bajo los pies de las figuras (sobre los hombros del hombre más grande) hay un perro a la izquierda y un caballo alado a la derecha.
- La figura en la placa b sostiene en cada mano un caballito de mar o dragón.
- La placa c, una figura masculina alza sus puños vacíos. Sobre su hombro derecho, hay un hombre en posición de "boxeo", y sobre el hombro izquierdo, hay una figura saltando con un pequeño jinete por debajo.
- La placa d muestra una figura barbuda sosteniendo a un ciervo por los cuartos traseros en cada mano.
- La figura femenina de la placa e es flanqueada por dos bustos masculinos más pequeños.
- Una figura femenina sostiene un ave en su mano derecha alzada en la placa f. Su brazo izquierdo está horizontal, sosteniendo a un hombre y un perro que está tumbado sobre su espalda. Dos aves de presa están situados a cada lado de su cabeza. Su cabello está siendo trenzado por una pequeña mujer a la derecha.
- sobre la placa g, la figura femenina tiene los brazos cruzados. Sobre su hombro derecho, se muestra una escena de un hombre luchando contra un león. Sobre su hombro izquierdo está saltando una figura similar a la de la placa c.

### Placas interiores
- La placa A muestra una figura masculina con cuernos sentado en una posición central, que a menudo se identifica con Cernunnos. En su mano derecha, sostiene un torque, y con su mano izquierda agarra a una serpiente con cuernos un poco por debajo de la cabeza. A la izquierda hay un ciervo con cornamenta que es muy similar a la figura humana/divina. Rodeando la escena hay otros animales, caninos, felinos y bovinos, algunos pero no todos mirando al humano, así como un humano cabalgando a un delfín. Entre los cuernos del dios hay un motivo no identificado, posiblemente una planta o un árbol.[18]
- Sobre la placa B, el gran busto de una mujer luciendo torques flanqueada por dos ruedas de seis radios, lo que parecen ser dos elefantes, y dos grifos. Un felino o un sabueso está bajo el busto.
- El busto grande de una figura barbada sosteniendo una rueda rota está en el centro de la placa C. Una figura más pequeña salta con un yelmo con cuernos está también sosteniendo el borde de la rueda. Bajo la figura saltarina hay una serpiente con cuernos. El grupo está rodeado por tres grifos mirando a la izquierda abajo, y arriba, dos extraños animales que parecen hienas,[19] mirando a la derecha. Los radios de la rueda están representados asimétricamente, pero a juzgar por la mitad inferior, la rueda pudo tener doce radios.
- La placa D presenta una escena de muerte a un toro, con la misma composición repetida tres veces a lo largo de la placa; el único lugar donde semejante repetición aparece en el caldero. Tres grandes toros están colocados en fila, mirando a la derecha, y cada uno de ellos es atacado por un hombre con una espada. Un felino y un perro, ambos corriendo hacia la izquierda, aparecen respectivamente por encima y por debajo de cada toro.
- En la mitad inferior de la placa E, una línea de guerreros con lanzas y escudos marchan hacia la izquierda, y al final un guerrero sin escudo, una espada y un yelmo con forma de jabalí. Detrás hay tres tocadores de carnyx. Enfrente de este grupo un perro salta, quizás reteniéndolos. Detrás del perro, en el lado izquierdo de la escena, una figura de tamaño doble que las otras sostiene a un hombre boca abajo, aparentemente con facilidad, y aparentemente está a punto de sumergirlo en un barril o caldero. En la parte superior, guerreros a caballo con yelmos con creta y lanzas marchan hacia la derecha, con una serpiente con cuernos a la derecha, encajada por encima de lo alto de los carnyxes, quien quizá los está guiando. Las dos filas están por encima y por debajo de lo que parece ser un árbol, aún con hojas, que queda a los lados. Esto es ahora más a menudo interpretado como una escena donde los guerreros caídos son sumergidos en un caldero para renacer a la siguiente vida, o el más allá. Esto tiene un paralelismo con la literatura galesa posterior.[20]

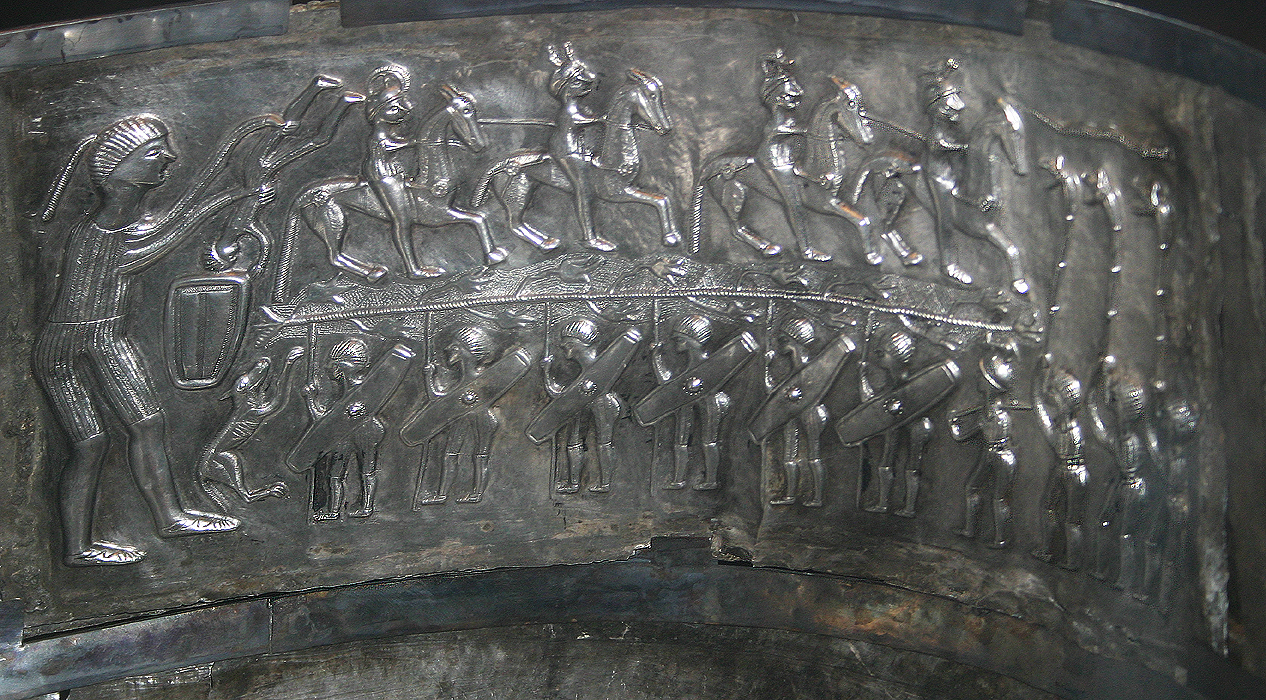
Placa interior E
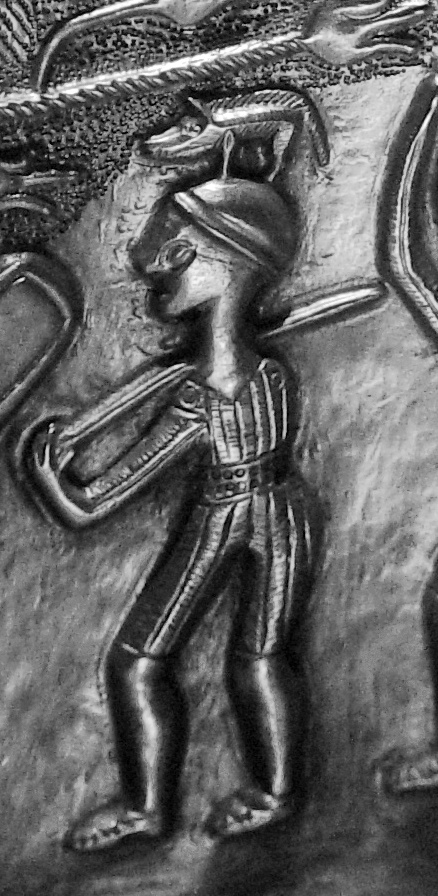
Figura con el yelmo en forma de jabalí
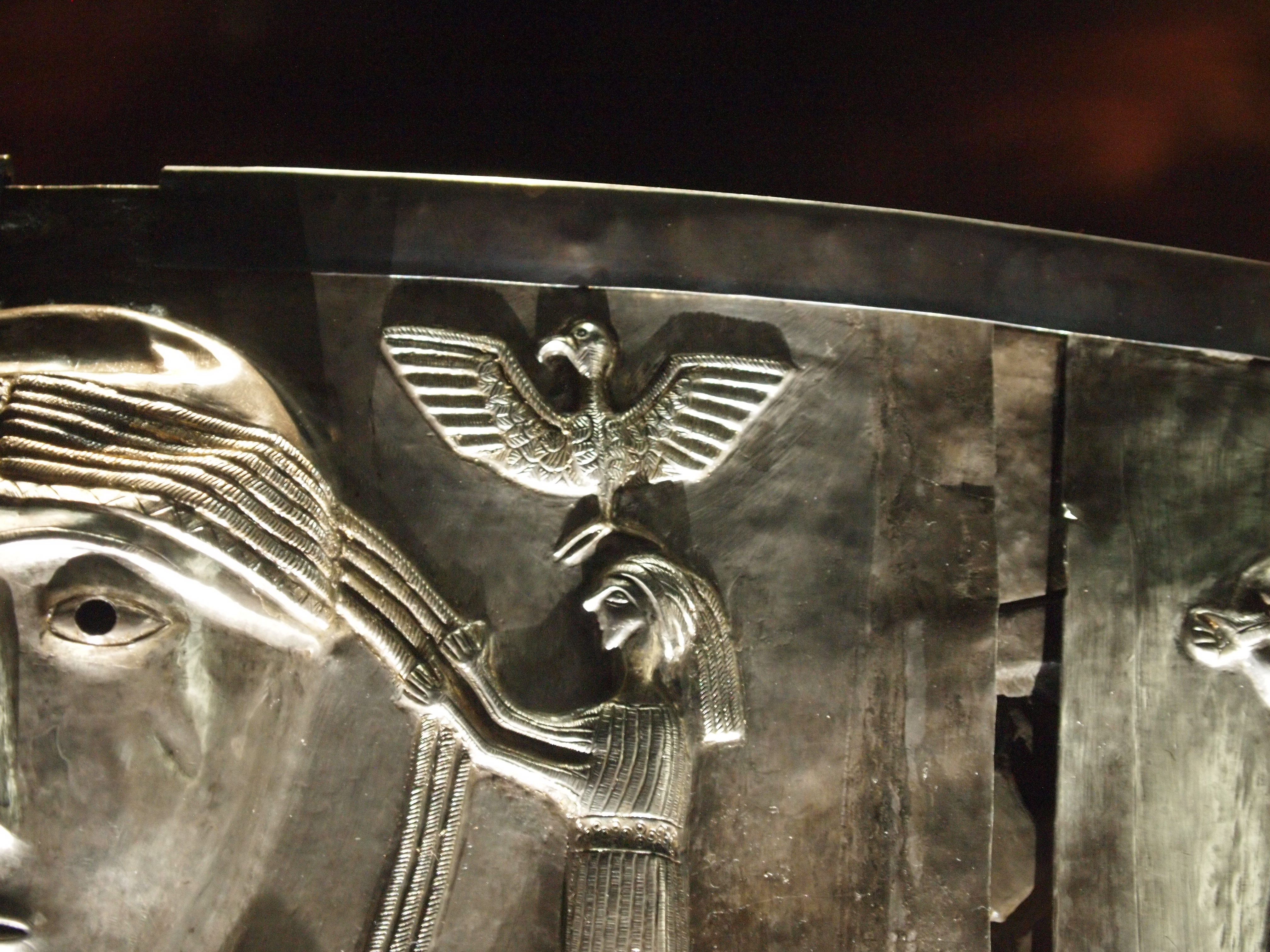
Detalle
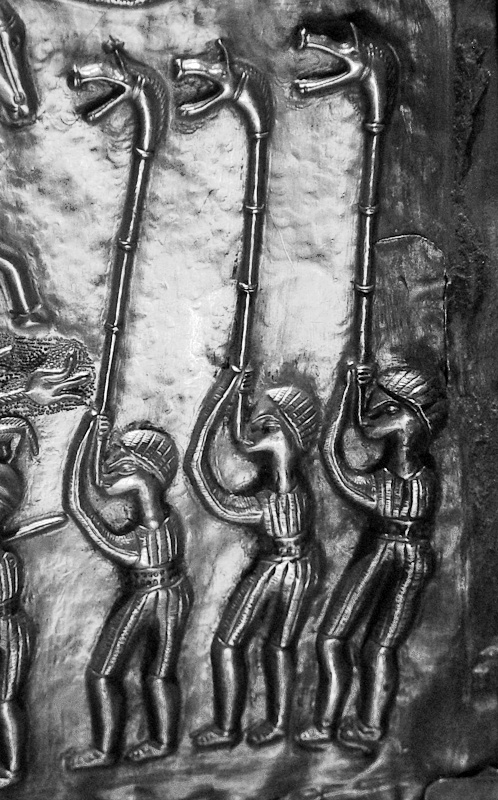
Los tocadores de carnyx

## Interpretación y paralelismos

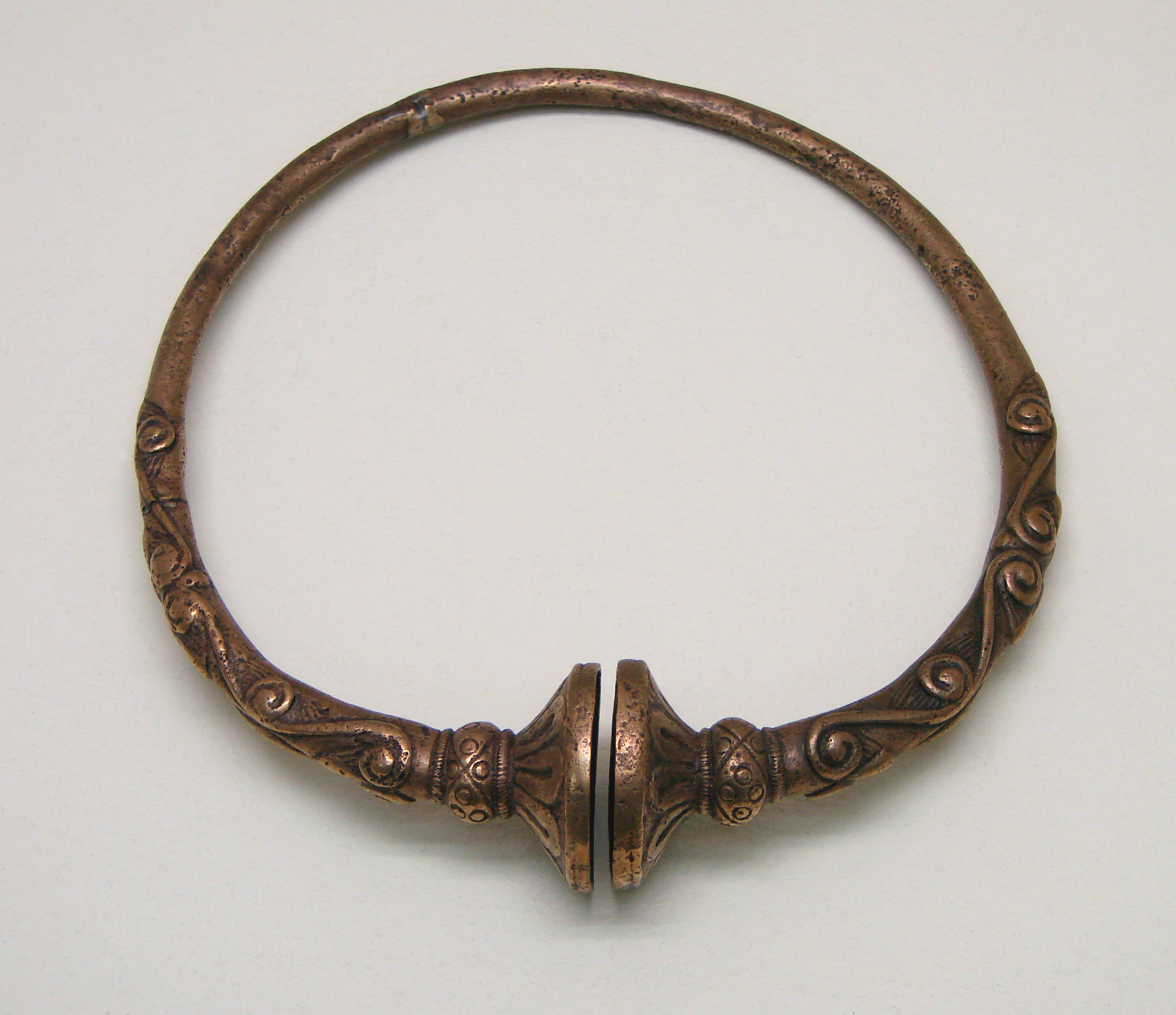
Torques celta tipo buffer del siglo IV a. C., realizada en bronce, procedente de Francia
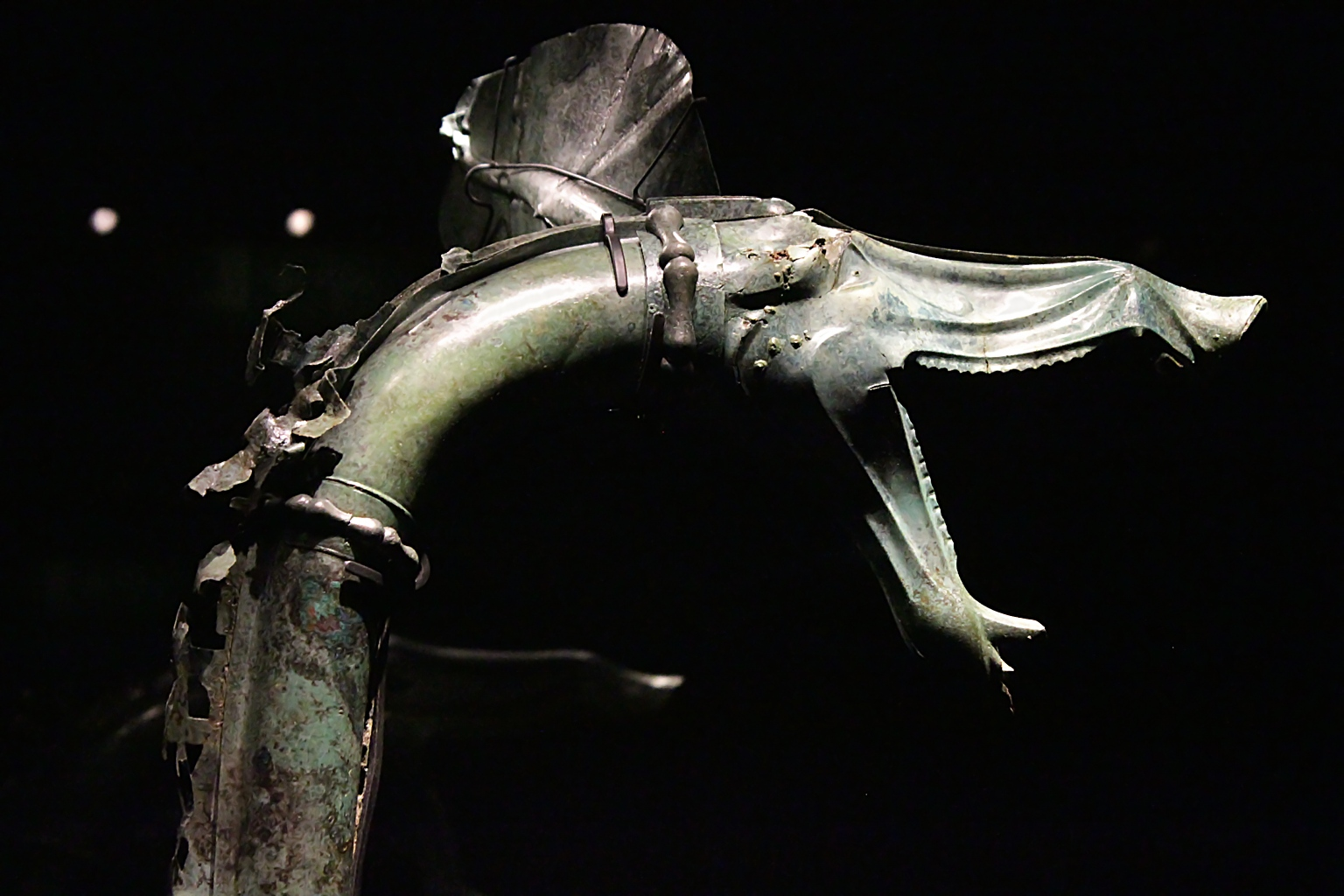
Cabeza de carnyx del grupo recientemente descubierto en Tintignac
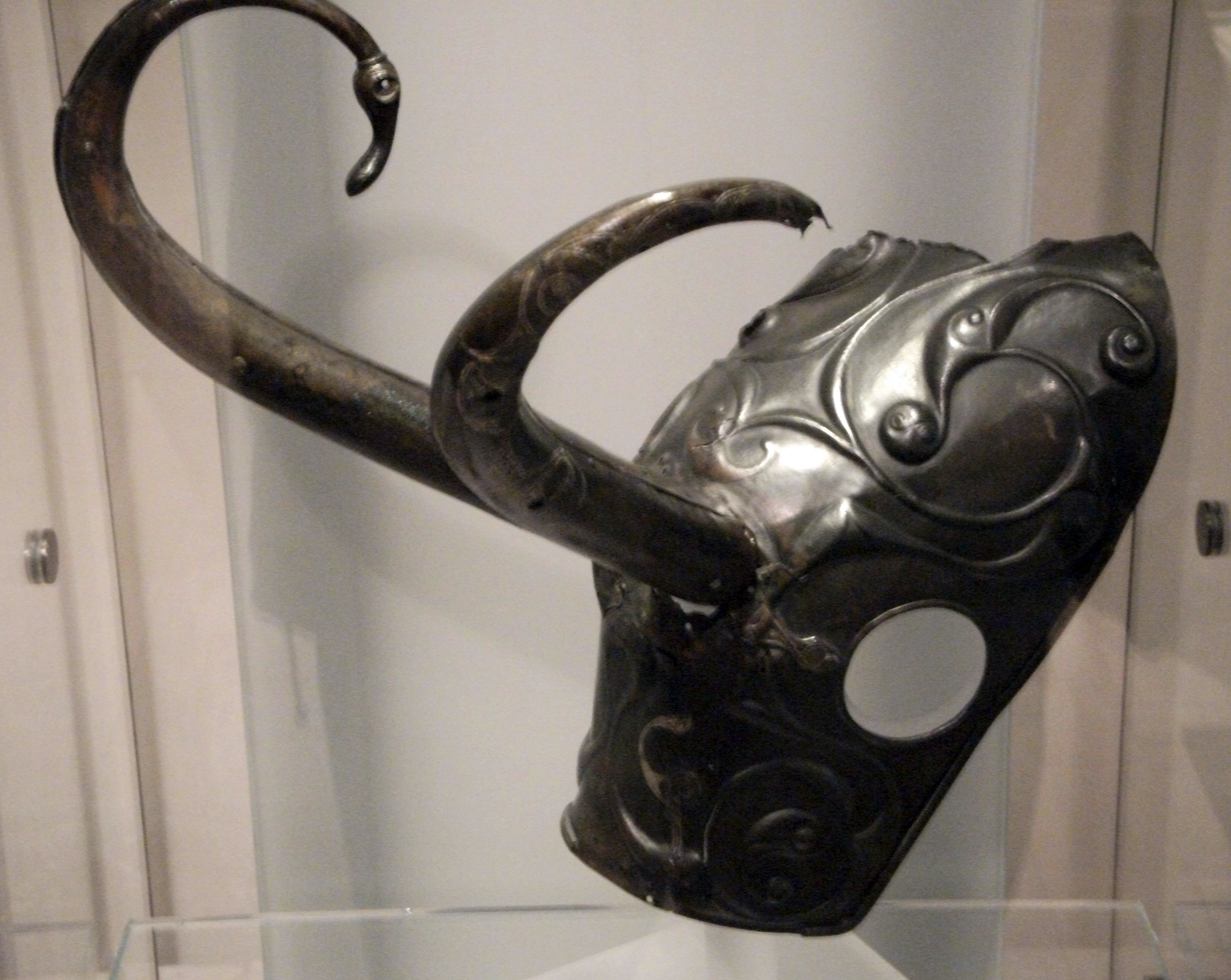
Cuernos y gorro de poni de Torrs
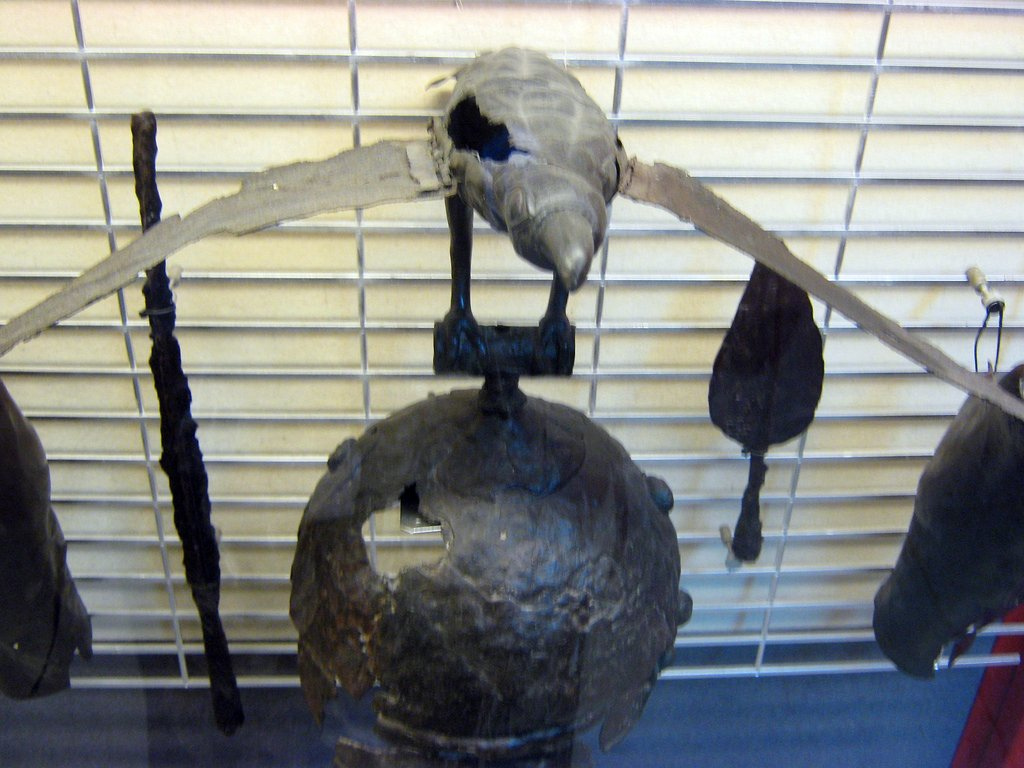
Yelmo celta de Satu Mare, Rumanía con cresta de cuervo, alrededor del siglo IV a. C.
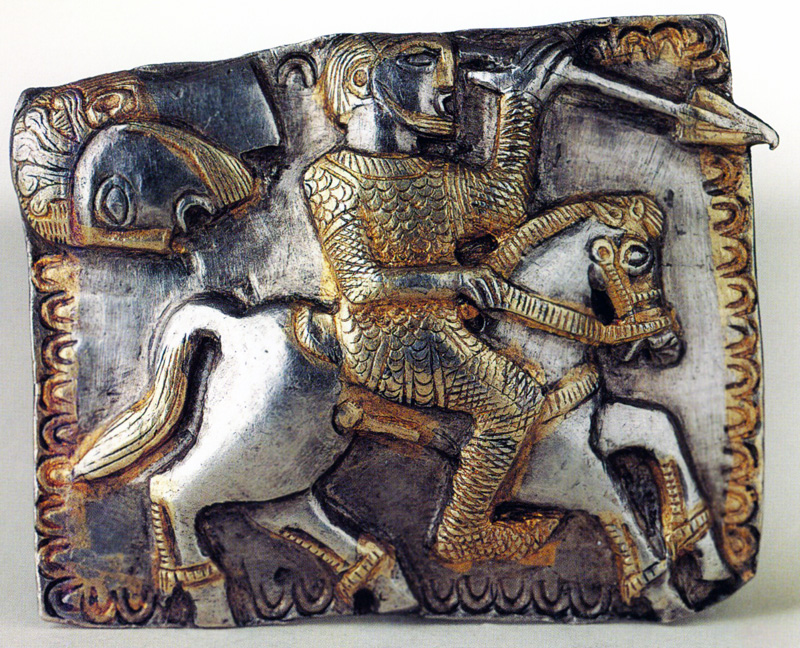
Placa tracia con el jinete tracio
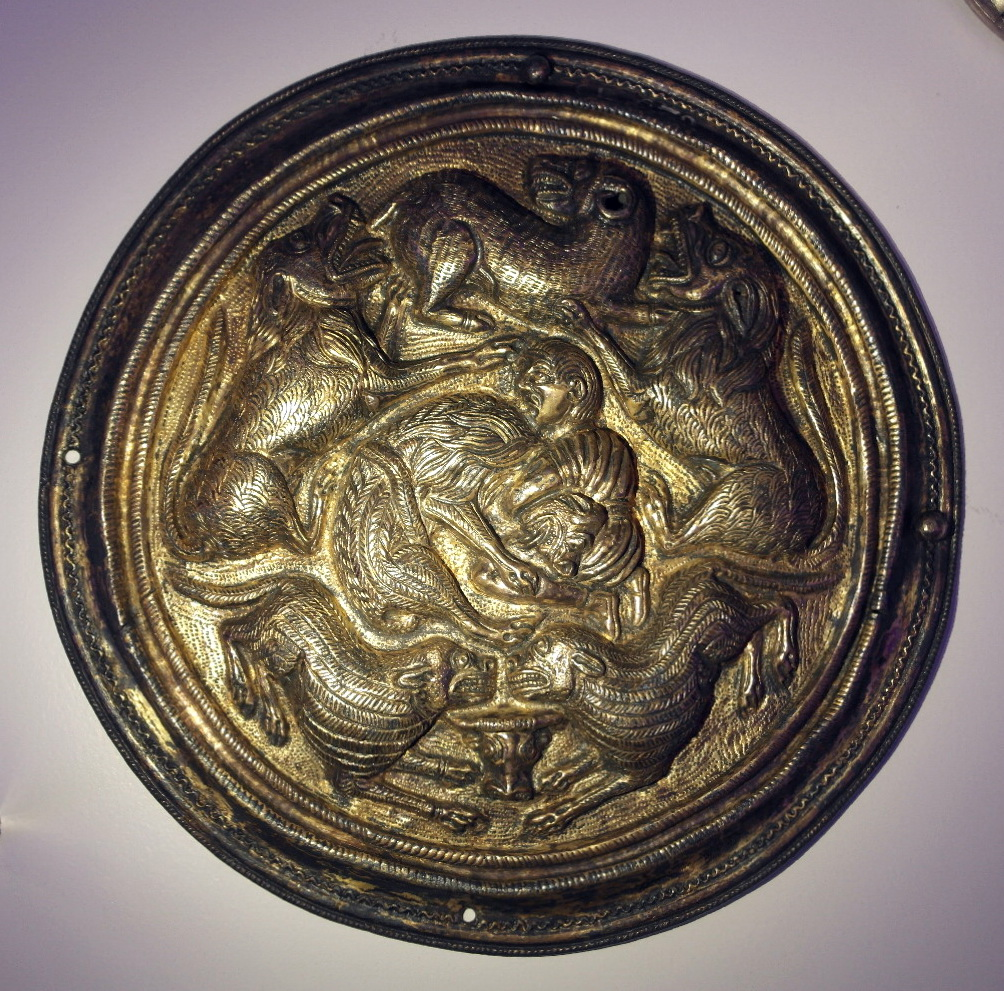
Disco tracio encontrado en los Países Bajos
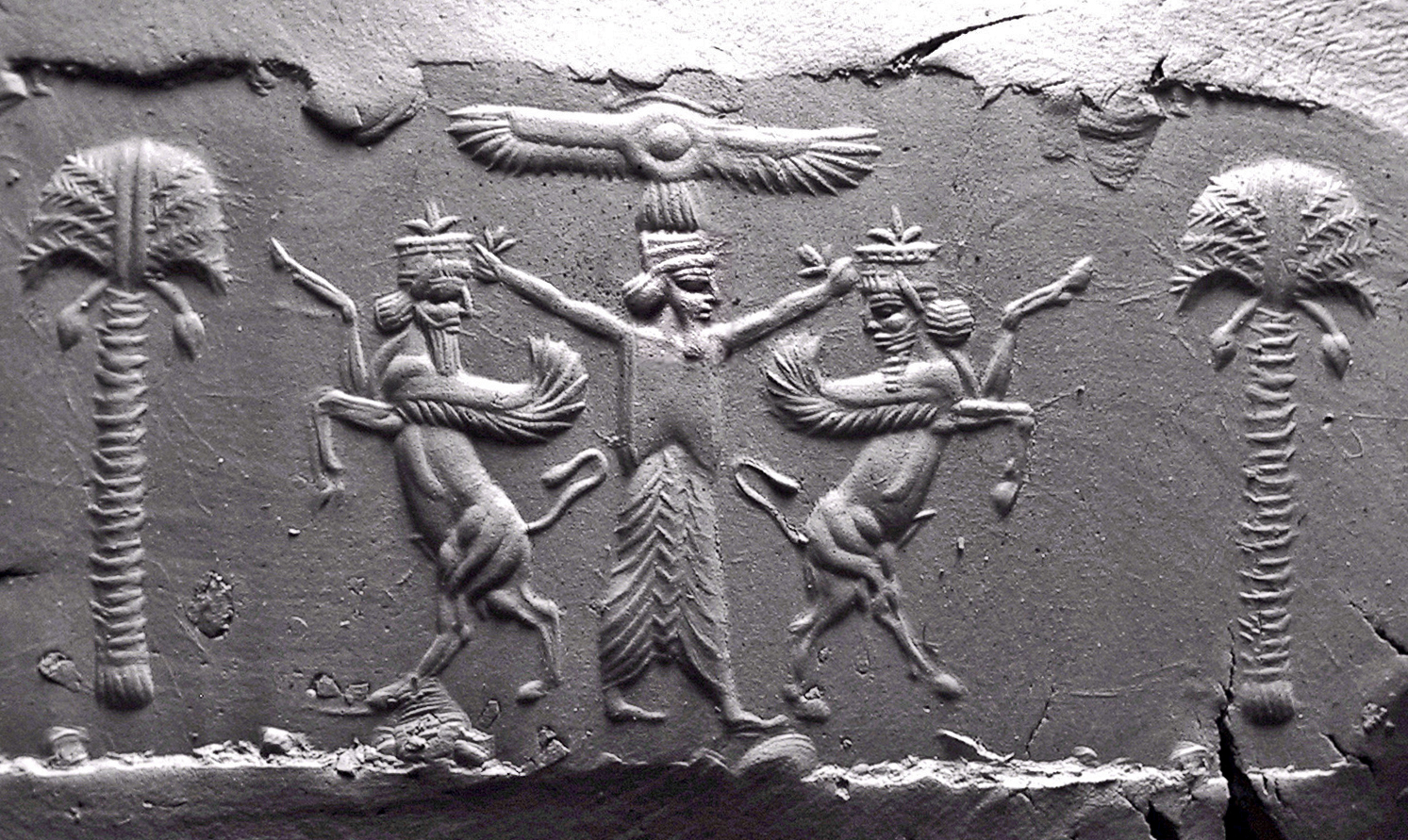
Impresión de sello aqueménida con el motivo Maestro de los Animales; el rey persa sometiendo a dos lamassu mesopotámicos
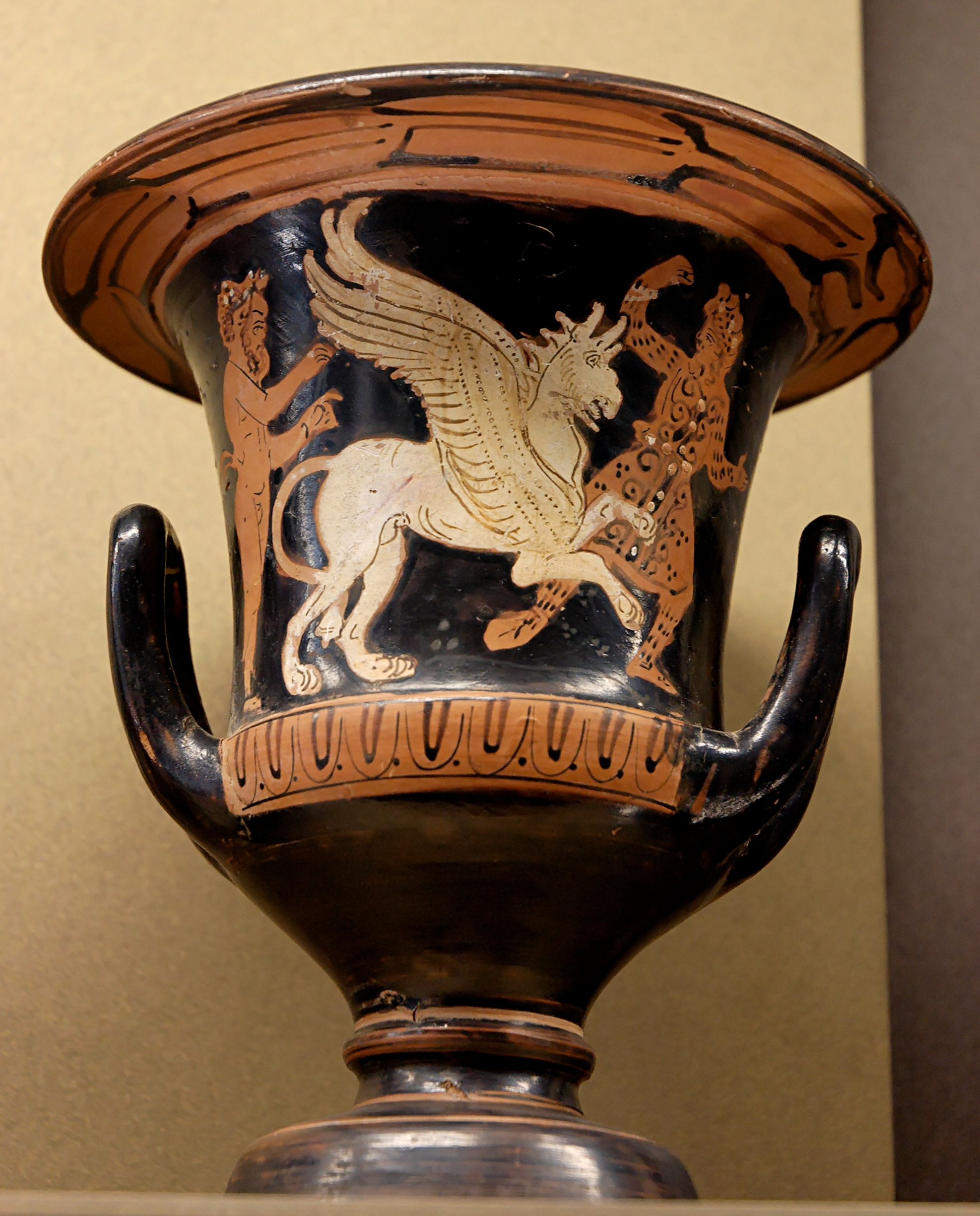
Grifo sobre un vaso griego antiguo

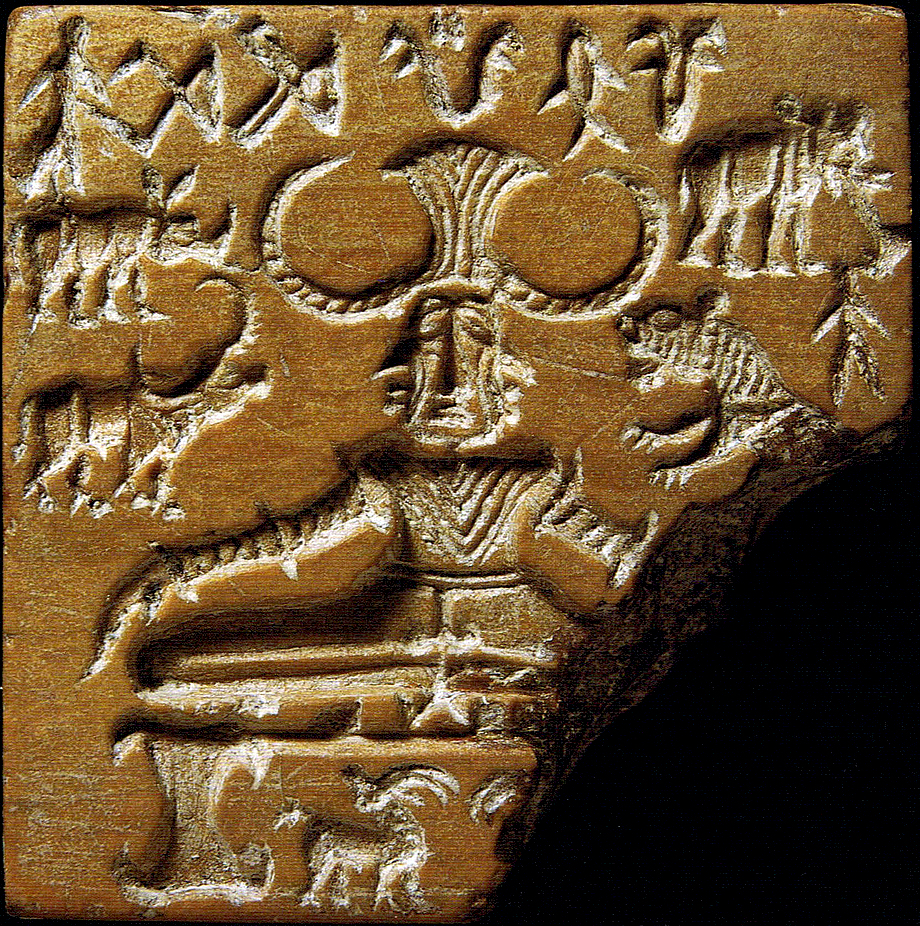
El sello de Pashupati (Señor de los Animales) procedente de la civilización del valle del Indo es notablemente similar a la figura con cuernos de la placa A.

Durante muchos años, algunos estudiosos han interpretado las imágenes del caldero en términos del panteón celta, y mitología celta tal como es presentada en literatura muy posterior en lenguas celtas de las islas británicas. Otros miran con sospecha estas interpretaciones a posteriori. Mucho menos controvertido es que hay paralelos claro entre detalles de las figuras y artefactos celtas de la Edad de Hierro obtenidos en excavaciones arqueológicas.
Así, hay quien considera que hay una representación de Cernunnos y otra de Taranis. Se identifica al dios Dagda sumergiendo a los guerreros muertos en un caldero para efectuar su resurrección. En la mitología celta, el caldero mágico puede, según afirman las leyendas, alimentar a un millar de hombres, como es el caso del caldero de la abundancia de Dagda, u otorgar el saber universal a quien ingiera su contenido, o incluso tiene a veces el poder de resucitar a los muertos. Esos poderes deben ser puestos en relación con circunstancias similares predicadas de determinados manantiales o fuentes dotados de poderes especiales. El Grial de las leyendas medievales sería, para algunos investigadores, una representación cristianizada del mismo caldero mágico evocado por esta pieza arqueológica.
Otros detalles de la iconografía claramente derivan del arte del Antiguo Oriente Próximo, y hay intrigantes paralelos con la antigua India y deidades posteriores hindúes y sus historias. Los estudiosos están en su mayor parte satisfechos con considerar a los primeros como motivos tomados prestados simplemente por su atractivo visual, sin que transmitan nada de su significado original, pero a pesar de la distancia algunos han intentado relacionar lo último con las tradiciones más extensas que quedaban de la religión protoindoeuropea.
Aparecen animales exóticos como, por ejemplo, leones o delfines, lo que indicaría que los artesanos que fabricaron el caldero tenían vínculos con el mundo mediterráneo. Este hecho ha llevado a considerar que es una obra de factura tracia. Ciertos investigadores, por su parte, observan en él la imagen de Lakshmi (otros aseguran que es Shiva) y sus dos elefantes, signo de buena suerte, por lo que lo consideran una obra de artesanos indios. Sin embargo, la arqueóloga especializada en la cultura céltica Miranda Green observa que: 

...estas conjeturas ignoran los estrechos vínculos existentes entre el arte religioso en él representado y el de la Europa celta.

### Arqueología celta
Entre los detalles más específicos que son claramente celtas está el grupo de tocadores de carnyx. El cuerno de guerra llamado carnyx es conocido por descripciones romanas de los celtas en batalla y la columna de Trajano, y unas pocas piezas se conocen por la arqueología, su número ampliamente incrementado por hallazgos en Tintignac en Francia en 2004. Diodoro Sículo escribió alrededor de 60–30 a. C. (Historias, 5.30):
"Sus trompetas de nuevo son de una peculiar clase bárbara; soplan y producen un sonido áspero que encaja con el tumulto de la guerra"
Otro detalle que encaja fácilmente con la arqueología es el torques que lucen varias figuras, claramente del tipo "buffer", un artefacto celta bastante común en Europa occidental, en la época en la que se cree que se confeccionó el caldero.
Otros detalles con lazos celtas más dudosos son las largas espadas que llevan algunas figuras, y los yelmos con cuernos o cornamentas o tocados y las crestas de jabalí lucidos en sus yelmos por algunos guerreros. Esto se puede relacionar con artefactos celtas como un yelmo con una cresta de ave de presa procedente de Rumanía, el yelmo de Waterloo, Cuernos y gorro de poni de Torrs y varias figuras de animales incluyendo jabalíes, de función indeterminada. El ombligo del escudo, las espuelas y los arreos de caballo también se relacionan con ejemplos celtas.

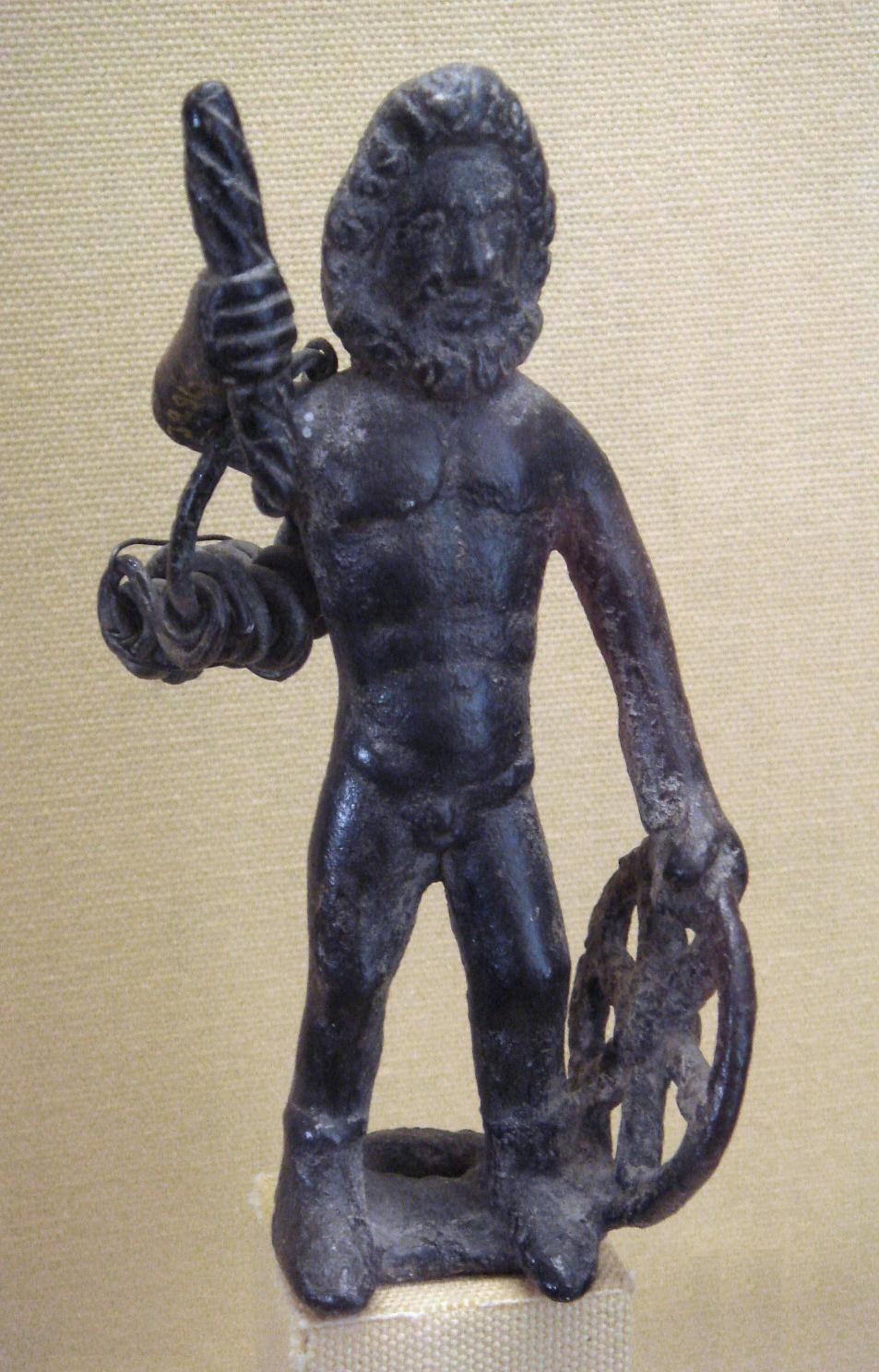
Figura galorromana de Taranis/Júpiter con su rueda y el rayo, y luciendo torques

La figura con cornamenta en la placa A ha sido ampliamente identificado como Cernunnos, quien aparece mencionado (la única fuente para el nombre) en el Pilar de los marineros galorromano, donde se le muestra como una figura con cornamenta con torques colgando de las astas. Posiblemente la porción perdida debajo muestra a su busto mostrándolo sentado con las piernas cruzadas como la figura del caldero. Aparte de esto hay evidencia de un dios con cuernos en varias culturas. 
La figura que sostiene la rueda rota en la placa C se cree, con más dudas, que podría ser Taranis, el "dios-rueda" del rayo o solar que recibe su nombre en Luciano y representada en una serie de imágenes de la Edad de Hierro; también hay muchas ruedas que parecen haber sido amuletos.

### Oriente próximo y Asia
Los muchos animales representados en el caldero incluyen elefantes, un delfín, felinos parecidos a leopardos, y varios animales fantásticos, así como animales extendidos por toda Eurasia, como serpientes, ganado, ciervos, jabalíes y pájaros. El arte celta a menudo incluye animales, pero no es frecuente que aparezcan en formas fantásticas con alas y aspectos combinados de diferentes animales. Hay más excepciones a esto, algunos de motivos claramente tomados prestados, como el niño a lomos de un delfín es tomado del arte griego, y otros que son más nativos, como la serpiente con cuernos en la cabeza que aparece tres veces en el caldero. El arte de Tracia a menudo muestra animales, lo más a menudo poderosas y fieras, muchos de los cuales son también muy comunes en el antiguo Oriente Próximo, o el arte escita de la estepa euroasiática, cuyos móviles propietarios proporcionaban una ruta para una transmisión muy rápida de motivos y objetos entre las civilizaciónes de Asia y Europa.
En particular, las dos figuras en pie, de perfil flanqueando la larga cabeza en la placa exterior F, cada una con un ave con alas extendidas justo por encima de su cabeza claramente parece un motivo común en el antiguo arte asirio y persa, hasta en las largas vestimentas que lucen. Aquí la figura es usualmente el gobernante, y las alas pertenecen a una representación simbólica de una deidad que lo protege. Otras placas muestran grifos que se toman prestado del arte de la antigua Grecia de aquel de Orienta Próximo. Sobre varias de las placas exteriores las cabezas grandes, probablemente de deidades, en el centro de los paneles exteriores, tienen los brazos y las manos pequeños, cada uno agarrando a un animal o humano en una versión del motivo Maestro de Animales comunes, o alzada vacía a un lado de la cabeza de una manera que sugiere inspiración para este motivo.

### Mitología celta
Aparte de Cernunnos y Taranis, discutidos más arriba, no hay consenso en relación con las otras figuras, y muchos eruditos rechazan los intentos de relacionarlos con figuras conocidas de fuentes muy posteriores y geográficamente lejanas. Algunos celtistas han explicado los elefantes presentes en la placa B como una referencia a Aníbal cruzando los Alpes.
Debido al monstruo lobuno de dos cabezas que ataca a las dos pequeñas figuras de hombres caídos en la placa b, se pueden establecer paralelos con el personaje galés Manawydan o el Manannán mac Lir irlandés, un dios del mar y el Más Allá. Otra posibilidad es la versión gala de Apolo, quien no solo era un guerrero, sino uno asociado además con los brotes y la sanación.
Olmsted relaciona las escenas del caldero con las del Táin Bó Cuailnge, donde la figura astada es Cú Chulainn, el toro del plato base es Donn Cuailnge, y la mujer y los dos hombres de la placa e son Medb, Ailill, y Fergus mac Róich.  Olmsted también juega con la idea de que la figura femenina flanqueada por dos aves en la placa f pudiera ser Medb con sus mascotas o Morrígan, la diosa irlandesa de la guerra quien a menudo cambia y se convierte en un pájaro carroñero.
Tanto Olmsted como Taylor están de acuerdo en que la figura femenina de la placa f podría ser Rhiannon de Mabinogion. Rhiannon es famosa por sus aves, cuyas canciones pueden "despertar a los muertos y adormecer a los vivos". En este papel, Rhiannon podría ser considerada la diosa del Más Allá.
Taylor presenta una visión más pancultural de las imágenes del caldero; concluye que las deidades y las escenas representadas en el caldero no son específicas de una cultura, sino de muchas. Compara a Rhiannon, que él cree que es la figura de la placa f, con Hariti, una ogresa de la mitología bactriana. Además, señala los parecidos entre la figura femenina de la placa B y la diosa hindú Lakshmi, cuyas representaciones están a menudo acompañadas por elefantes. Dioses con ruedas aparecen también en diversas culturas con deidades como Taranis y Visnú, un dios del hinduismo.

## Para saber más
- Kaul, Fleming (ed), Thracian Tales on the Gundestrup Cauldron, 1991, Najade Press, ISBN 9073835011, 9789073835016